# Johannes Dyba
Johannes Dyba (né le 15 septembre 1929 à Berlin-Wedding, mort le 23 juillet 2000 à Fulda) est archevêque. Après avoir servi dans la diplomatie de la curie romaine, notamment comme nonce apostolique, il est évêque de Fulda de 1983 à sa mort et de 1990 à 2000 aussi comme évêque militaire de la Bundeswehr.

## Biographie

### Jeunesse et études
Johannes Dyba est le troisième des quatre enfants d'un couple d'enseignants Felix et Johanna Dyba et baptisé dans l'Église Saint-Georges à Berlin-Pankow. Il va à la Volksschule et l'Oberrealschule de Tegel. En 1941, il déménage en raison du risque croissant de raids aériens alliés sur Berlin à l'Oberrealschule de Heilbad Heiligenstadt, où il reste après des interruptions jusqu'à l'obtention de l'abitur en 1947. Il passe à l'Ouest par Fulda. Il étudie le droit et les sciences politiques à l'Université philosophique et théologique de Bamberg.
Dyba s'implique dans la politique alors qu'il est lycéen. Il est membre du Allgemeiner Studierendenausschuss (Comité général des étudiants) (de) et prend part à la campagne électorale en 1948 pour la CSU. Dans le cadre du programme de soutien à la démocratie du gouvernement américain, Dyba reçoit une bourse d'études en 1949 de l'université Duke à Durham, aux États-Unis; En 1950, il part pour l'université de Denver.
À son retour, il s'inscrit à l'université de Heidelberg, où il obtient ses premiers examens de droit. Il milite encore en tant que membre de l'exécutif fédéral et attaché du presse du RCDS.
Au cours de l'été 1953, il entre au Collegium Albertinum à Bonn dans le but de devenir prêtre et commence des études de théologie à l'université de Cologne. L'année suivante, il obtient son doctorat en droit avec une dissertation sur l'influence de la guerre sur les traités internationaux à l'université de Heidelberg. Après ses études de théologie, il est admis au séminaire de Cologne (de) en 1957 et reçoit l'ordination sacerdotale le 2 février 1959 dans la cathédrale de Cologne par le cardinal Joseph Frings.

### Diplomate du Saint-Siège
Après une brève mission pastorale à Cologne-Junkersdorf, il devient chapelain à Wuppertal-Barmen. En septembre 1960, il est libéré au profit de la curie romaine au moment de l'Aggiornamento. Dyba commence à étudier la canonistique (de) à l'université pontificale du Latran à Rome et est diplômé de l'Académie pontificale ecclésiastique. En 1962, il obtient un doctorat en droit religieux avec la mention de Doctor iuris utriusque.
En tant que diplomate du Saint-Siège, Dyba est le premier attaché dans le secteur germanophone de la deuxième section du Secrétariat d'État à l'époque et devient plus tard son chef. Le 1er juillet 1966, le pape Paul VI lui accorde le titre honorifique de camérier. Au cours de la réforme de la curie post-conciliaire du pape Paul VI, Dyba est envoyé sur le terrain : en 1967, il est nommé à la nonciature apostolique à Buenos Aires (en), un an plus tard, il s'installe à La Haye (en) comme secrétaire d'ambassade. En 1968, il devient membre officiel du Conseil de la Curie romaine pour les relations extérieures. Au cours de l'été 1972, il est transféré en qualité d’uditore (it) à la nonciature de Kinshasa (en), où il se trouve dans une situation politique difficile après le limogeage du nonce intérimaire. En 1974, il est transféré au Caire en tant que conseiller de la nonciature. Le 29 janvier 1976, Paul VI lui donne le titre de prélat honoraire de Sa Sainteté.
Après dix ans de service diplomatique sur le terrain, Dyba est rappelé à Rome en 1977 et nommé secrétaire adjoint du conseil pontifical Justice et Paix. Le 25 août 1979, le pape Jean-Paul II le nomme prononce apostolique au Libéria (en) et en Gambie et délégué apostolique pour la Guinée (en) et la Sierra Leone (en). En même temps il est nommé archevêque titulaire de Néapolis-en-Proconsulaire (de), et le 13 octobre 1979 reçoit à la cathédrale de Cologne l'ordination épiscopale par le cardinal secrétaire d'État Agostino Casaroli en compagnie de Joseph Höffner et Duraisamy Simon Lourdusamy.

### Évêque de Fulda
En 1983, Dyba est élu au chapitre de chanoines après la démission de l'évêque de Fulda Eduard Schick (de) pour lui succéder. Le 4 juin 1983, le pape le nomme tout en conservant le titre personnel d'archevêque en tant qu'évêque de Fulda. Le 4 septembre, il est ordonné. Au sein de la Conférence épiscopale allemande, Dyba dirige le groupe de travail sur la nouvelle loi sur les églises de 1983 à 1989 et est membre de la Commission de l'Église mondiale. Le 30 novembre 1990, il est également chargé du poste d'évêque militaire pour la Bundeswehr. À ce titre, il est membre de l'Office central de l'Ordinariat militaire à Rome de 1991 à 1999. Il est également membre de la Congrégation pour les évêques à partir de 1993.
Dyba est considéré au sein de la conférence épiscopale allemande comme l'un des représentants les plus conservateurs de l'Église catholique en Allemagne. Un écho particulier, également au sein de l'Église catholique, a lieu en septembre 1993 par sa décision d'exclure du diocèse de Fulda un système de conseil sur les conflits liés à la grossesse en raison de l'opposition à l'avortement. Dyba est également un opposant intransigeant au projet de loi du gouvernement socialiste et écologiste pour le partenariat pour les couples homosexuels. En 1991, il accuse la Fédération de la jeunesse catholique allemande (de) de soutenir les idéologues de gauche et anticléricaux et crée sa propre organisation de jeunesse.
Dyba succombe à une mort subite cardiaque pendant son sommeil. Il est enterré dans la chapelle Saint-Jean de la cathédrale de Fulda.

## Succession apostolique
Johannes Dyba a ordonné les évêques suivants :
- Évêque Michael J. Cleary (en), C.S.Sp. (1981)
- Archevêque Ludwig Schick (1998)